# Hunsonby
Hunsonby är en by (hamlet) och en civil parish i Cumbria i nordvästra England. Orten har 383 invånare (2001).